# Social Media Week
A Social Media Week (ou SMW) é uma conferência mundial e plataforma de notícias com o intuito de compartilhar idéias, inovações ou promover discussões sobre como os impactos das mídias sociais e tecnologia nos negócios, sociedade e cultura ao redor do mundo. A conferência promove tais discussões através de palestras, debates, entrevistas, workshops e até mesmo demonstrações ou lançamentos de produtos. Uma de suas missões é ajudar pessoas, em projetos de inclusão social ou expansão da conectividade, e permitir que organizações que atuam na área de mídias sociais se conheçam, compartilhem conhecimento e experiência e colaborem entre si.

## Missão
A missão da conferência pode ser resumida nos três principais objetivos definidos no Manifesto da conferência:
- Promover discussões e debates sobre os impactos e influência das mudanças na conectividade humana no contexto educacional, de entretenimento e de conteúdo diverso
- Ser uma plataforma para inovadores, palestrantes e pensadores líderes a apresentarem uma nova maneira desafiadora de fazer coisas na área de mídia social, relatando suas jornadas, compartilhando erros e acertos cometidos, divulgando suas experiências e opiniões sobre o tema
- Desempenhar um papel instrumental em encorajar a criação de originalidade, inspirando a audiência a ouvir ao mesmo tempo que desafiando-a a compartilhar idéias, sugestões ou melhoras, na análise de como indivíduos e comunidades se comportam, trabalham, e se adaptam a levar uma vida mais produtiva

## Público
O evento possui conferências na Europa, Ásia, América do Norte, América do Sul, Oceania e África.
Conta com mais de 70.000 participantes a cada ano, 5.000 palestrantes e mais de 1 milhão de pessoas conectadas via redes sociais e dispositivos móveis. A audiência da conferência consiste sobretudo no seguinte grupo:
- Executivos nível C
- Executivos de marketing
- Empreendedores digitais
- Empreendedores de tecnologia e fundadores de empresas
- Executivos de publicação de mídia
- Blogueiros e jornalistas

As empresas de negócios que se apresentam na conferência variam de pequenos negócios de inovação iniciando a grandes empresas altamente reconhecidas.

## Publicação
A conferência publica diversos tipos de materiais, entre eles:
- artigos de notícias
- lançamentos ou demonstrações de produtos
- pesquisa científica
- entrevistas
- opiniões de pensadores sobre temas de atualidade

As pesquisas científicas são originais ou feitas por uma entidade externa e são publicadas anualmente.
O evento possui algumas iniciativas de publicação como o BrainCandy, que consiste em uma série de vídeos de 60 segundos, mostrando funcionalidades pouco conhecidas, dicas de usos ou truques com ferramentas sociais que podem melhorar a experiência de vida dos usuários, permitindo uma maior produtividade de trabalho. 

## Empresas financiadoras e parceiros
Diversas empresas de grande porte financiam ou já financiaram, ou colaboraram como parceiro em algum evento da SMW. Entre elas, podem ser citadas:
- Facebook
- Fiat
- LinkedIn
- Microsoft
- Nokia
- PayPal
- Spotify
- Tagboard
- Vivo
- TIM
- Tumblr
- Yahoo
- Vevo
- Warner Music

## Cidades do evento
O evento é exibido em diversas cidades do mundo inteiro. A exibição em cada localidade ocorre em uma data diferente do ano. Entre as principais cidades, que constantemente exibem conferências da SMW, podem ser citadas:
- Berlim (Alemanha)
- Hamburgo (Alemanha)
- São Paulo (Brasil)
- Santiago (Chile)
- Copenhague (Dinamarca)
- Barcelona (Espanha)
- Chicago (EUA)
- Los Angeles (EUA)
- Miami (EUA)
- Nova Iorque (EUA)
- Roterdã (Holanda)
- Bangalore (Índia)
- Jacarta (Indonésia)
- Mumbai (Índia)
- Milão (Itália)
- Roma (Itália)
- Cidade do México (México)
- Lagos (Nigéria)
- Londres (Reino Unido)

## Temas
Alguns constantes temas de eventos da Social Media Week são:

### Open & Connected
Este costuma ser o tema global da conferência. É relacionado ao impacto sócio-econômico e cultural de um mundo onde as pessoas e coisas estão cada vez mais conectadas.
O conceito de conectado referido consiste no conjunto de pessoas com acesso a computador e conectividade com Internet. Em 2015, existem mais de 3 bilhões de pessoas nessa classe e em torno de 2022, haverá mais de 6 bilhões. É esperado que essa classe inclua mais de 75 porcento da população global, e assim, o alcance desse grupo é maior e o poder de influência desse grupo sobre os diversos aspectos da sociedade é elevado. Algumas palestras  nesse tema focam em novas abordagens de maneira a aumentar a inclusão de pessoas nessa classe.
Outra linha de palestras da conferência nesse tema consiste em como o mundo otimizar a experiência de conectividade humana. Nesse contexto, existem diversas linhas que propões negócios ou modelos de negócio que visam a melhorar esse tipo de experiência. Também há linhas que demonstram como negócios podem ser otimizados a terem melhor desempenho através da melhor adequação ao mundo conectado por mídias sociais .

### Social Data
Este tema consiste em basicamente extrapolação do conceito de "Big data" para a área de mídias sociais. O termo "Big data" se refere ao aumento excessivo da quantidade de informação armazenada e processada por aplicações, enquanto "Social Data" pode ser visto como uma espécie de humanização do conceito de dados e um tratamento dos mesmos como informações de aspecto social que podem ser manipuladas pelas aplicações. Nessa área, várias palestras propõem métodos de como tais dados podem ser utilizados para aprimorar negócios .

### Reimagining Human Connectivity
É um tema mais relacionado à analise comportamental do ser humano, em aspectos de como o processo de interação é afetado pela conectividade e utilização de mídias sociais. As palestras e workshops geralmente geralmente consistem nas seguintes grandes linhas de pesquisa:
- estudo de maneiras inovadoras de aprimorar a experiência humana de conectividade, que geralmente envolve a utilização de abordagens novas de interação que trazem benefício aos participantes da mesma.
- análise de aspectos sociais e de interação em sociedades ou grupos sociais que possuem maneiras mais primitivas de conectividade.
- estudar formas de inclusão social de grupos sociais de baixa conectividade ou o processo de adaptação de tais indivíduos a ambientes de alta conectividade[13] [14].

## Crítica
A SMW tem recebido diversas críticas, na maioria bastante positivas, ao longo do tempo:
- Craig Hepburn, diretor global de mídias sociais da Nokia, considera a conferência não como apenas um evento, mas como um movimento inovativo que encoraja o compartilhamento das melhores práticas no contexto de exploração de mídias sociais[15].

- Patrick Starzan (vice-presidente de Marketing da Funny or Die) comenta que a Social Media Week é um fenômeno global que permite o compartilhamento de idéias, estratégias, histórias de sucesso e falha[16]. Também elogia o fato de não ter sido apenas transmitindo informação a uma audiência, mas que pareceu mais como uma conversa com a comunidade ativa na área.

- Sree Sreenivasan, do site CNET, comenta que a conferência conta com diversos eventos em várias cidades, com alguns painéis sendo transmitidos simultaneamente, o que dificulta à audiência acompanhar tudo que acontece na mesma.[17]
- Krystal D’Costa da revista Scientific American elogia o crescimento da conferência, que se tornou cada vez maior, em escala mundial, sem perder sua essência e identidade[18]. Martin Bryant, do site de notícias de tecnologia The Next Web, também faz críticas positivas ao crescimento da conferência, mencionando seu trajetória desde a sua primeira e simples exibição em 2009 em Nova Iorque até a atual celebração internacional na área de mídias sociais, ressaltando ainda que a escala da conferência é no mínimo impressionante[19].
- Richard Morgan da revista Fortune faz críticas negativas sobre como as apresentações da Social Media Week em Nova Iorque são conduzidas[20].
- O site memeburn elogia à terceira edição da conferência em Lagos, ressaltando que a conferência não tem fronteiras (sua edição na Nigéria foi atendida por diversos participantes de outros países)[21] e a relevância do conteúdo do mesmo, entretanto lamenta que o foco da mesma não seja na exibição de startups relacionadas a mídias sociais.

## Eventos importantes
Na Social Media Week São Paulo 2013, com o tema "Open & Connected", houve o anúncio do lançamento do Spotify no Brasil .
Na Social Media Week 2014, de tema "Reimagining Human Connectivity", o documentário filme vencedor de prêmios, WEB, teve seu lançamento antecipado. O filme relata crônicas de crianças em vilarejos remotos nos Andes e Floresta Amazônica ganhando acesso a laptops e à Internet pela primeira vez.